# Mater Admirabilis
Mater Admirabilis es el nombre de un fresco y advocación mariana originada en la década de 1840, ligada a la Sociedad del Sagrado Corazón de Jesús.

## Historia
El fresco se encuentra en el convento-colegio de Trinidad del Monte en Roma. Este convento había sido fundado a finales del siglo XV por San Francisco de Paula, fundador de la orden de los Mínimos, y se encontraba bajo patronato de los reyes de Francia. En 1828 el convento de Trinidad del Monte fue entregado por León XIII a la Sociedad del Sagrado Corazón de Jesús, congregación religiosa fundada por Santa Magdalena Sofía Barat y destinada a la educación de niñas.

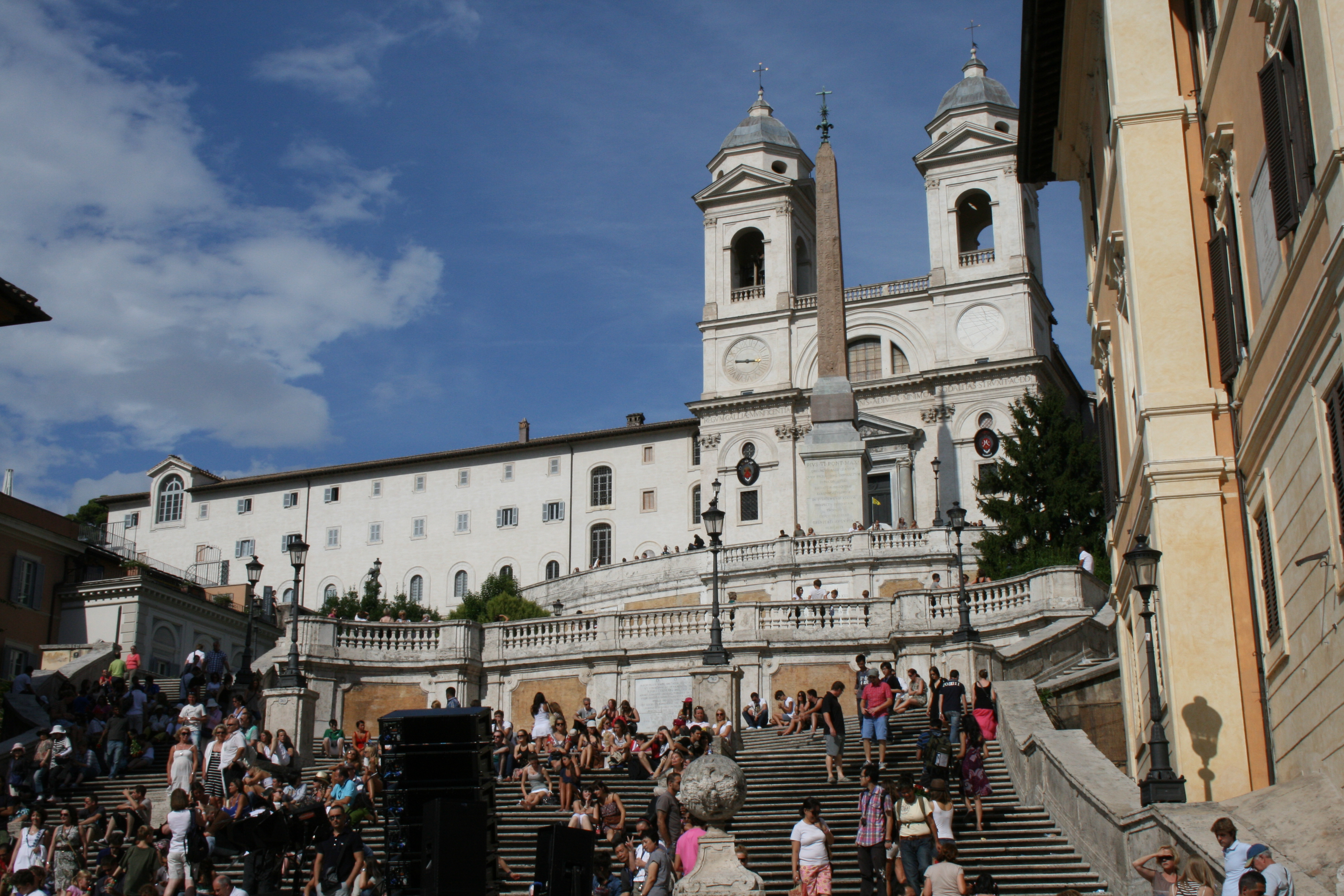
Vista de la iglesia y el colegio-convento de Trinitá dei Monti en que se sitúa la pintura, coronando la escalinata de la plaza de España en Roma.

En 1843 el convento albergaba a una joven novicia francesa del convento, Pauline Perdrau, que recibía formación como pintora de Alexander Maximilian Seitz, alumno a su vez de Cornelius y Overbeck, pintores miembros del grupo conocido como Nazarenos. 
Las monjas del convento pasaban el momento del día dedicado a su recreo en el claustro. Este momento de la jornada era presidido por la madre superiora, Madre de Coriolis, colocándose el resto de la comunidad en semicírculo alrededor de ella. Pauline concibió la idea de pintar un fresco representando a la Virgen para presidir la hora de recreo, cuando la madre superiora debía de ausentarse durante esta. Pidió permiso a la madre superiora para realizar la pintura, pero esta dudaba por la inexperiencia de Pauline Perdreau en el ámbito artístico, a pesar de su formación. Tras una peregrinación de Pauline para visitar la Santa Casa de Loreto, insistió a la madre superiora en poder pintar el fresco. Sería en 1844 cuando recibiría el permiso de la madre superiora para realizar el fresco. 
Una vez concluido la madre superiora consideró que el fresco tenía unos colores muy vivos y mandó que se cubriera con una cortina. El 13 de noviembre de 1846, durante una visita al convento, el papa Pío IX mandó retirar la cortina y al contemplar el fresco, exclamó: Mater admirabilis. Los colores del fresco habían perdido su estridencia inicial y la pintura había mejorado notablemente. El pontífice dio permiso para convertir en capilla ese lado del claustro alto en que se situaba el fresco.
A partir de ese momento la imagen se convirtió en un centro de peregrinación y se concedieron diversas indulgencias asociadas a la imagen. La devoción a la imagen se expandió por todos los colegios de la Sociedad del Sagrado Corazón por todo el mundo, siendo copiada en pinturas y estampas. Tiene dedicada una iglesia en Riccione en Italia, cerca de Rimini y San Marino.

## Descripción
La pintura se encuentra situada en el lado sur del claustro alto del convento-colegio de Trinidad del Monte que domina la plaza de España en Roma. La pintura se ubica en un arco de la pared del claustro alto, ligeramente retranqueado.
El fresco muestra a la Virgen María, adolescente, sentada en medio de una loggia. La Virgen está representada en actitud reflexiva mirando hacia abajo.
A su lado derecho se encuentra un jarrón con siete azucenas y en el izquierdo una cesta con libros y un huso. Al fondo de la pintura, se abre a un paisaje 

El fresco puede ser encuadrado dentro del estilo nazareno. En palabras de la historiadora de este movimiento, Grewe:
El arcaísmo lírico y el colorido pastel la señalan como verdadera heredera de la estética Lukasbund, recogiendo la temprana fascinación de los hermanos [nazarenos] por Fra Angelico y los primeros frescos del Renacimiento. La literatura piadosa esta llena de elogios a la belleza de la forma, efecto armonioso y hondura espiritual de la obra.
Su fiesta se celebra el 20 de octubre.
La capilla se encuentra decorada con pinturas al fresco de estilo ecléctico. En las paredes se disponen también distintas estelas y exvotos. La bóveda se está pintada de azul con estrellas doradas aplicadas. 

### Nota
1. ↑  Por medio de convenciones diplomáticas entre León XII y Carlos X de Francia.

### Individuales
1. ↑  Kellermann, François Christophe Edmond de, duque de Valmy (1846). «IV.». Établissemens religieux de la France dans les états du Saint-Siège (en francés). p. 13. Consultado el 27 de febrero de 2022.
2. ↑  Monnin, Alfred (1865). Mater admirabilis, ou, Les 15 premières années de Marie Immaculé: e (en francés). Ch. Douniol. p. xii. Consultado el 27 de febrero de 2022.
3. ↑  «Iglesia dedicada a Mater Admirabilis». Religiosas del Sagrado Corazón de Jesús en España RSCJ. 16 de octubre de 2019. Consultado el 27 de febrero de 2022.
4. ↑  Citado en Jordan, 2020, p. 207